# Neil Robertson

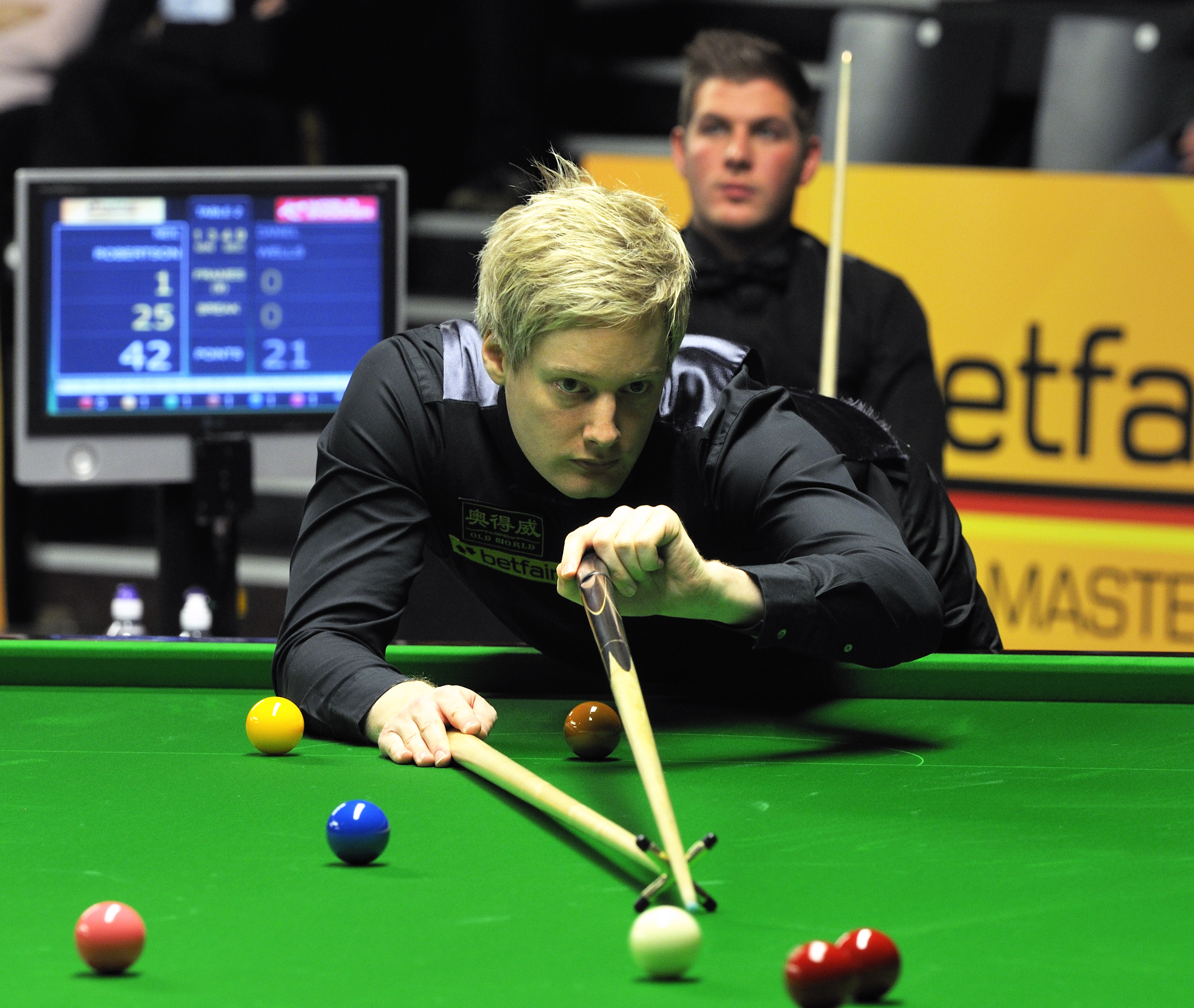
Neil Robertson (2013).

Neil Robertson, född 11 februari 1982 i Melbourne, är en australisk professionell snookerspelare. År 2010 blev han den andre vänsterhänte spelaren, efter Mark Williams, att vinna VM i snooker. Han är den ende australier som har vunnit en rankingtävling.

## Karriär
Robertson började sin snookerkarriär tidigt. Vid 14 års ålder blev han den yngste som gjorde ett century i en australisk rankingtävling. I juli 2003 vann han U-21 världsmästerskapen på Nya Zeeland. 2005 kvalade han för första gången in till professionella snooker-VM, där han förlorade mot Stephen Hendry med 10-7. Året därpå gick han till kvartsfinal och förlorade med 13-12 mot slutlige vinnaren Graeme Dott.
Säsongen 2006/2007 var ett bra år. Han vann Royal London Watches Grand Prix i oktober 2006 efter att ha slagit unge överraskningen Jamie Cope med 9-5 i finalen. Han vann även Welsh Open i februari efter att ha slagit sensationen Andrew Higginson med 9-8 i finalen.
Efter en sämre säsong 2007/08 kom Robertson tillbaka hösten 2008 och vann ytterligare en rankingtitel, Bahrain Championship. Hösten 2009 vann Robertson sin fjärde rankingtitel, den andra inteckningen i Grand Prix.
År 2010 vann Neil Robertson sin första VM-titel efter att ha slagit Graeme Dott med resultatet 18-13. Han blev därmed den förste australiensiske segraren sedan Horace Lindrum 1952. Följande säsong inleddes på bästa sätt för Robertson, då han vann sin sjätte rankingtitel, den nyinstiftade World Open, efter att ha slagit Ronnie O'Sullivan i finalen. Tack vare denna seger gick han för första gången upp på förstaplatsen på världsrankingen då denna (till skillnad från tidigare säsonger) räknades om redan i oktober. Det var då första gången på 20 år som någon annan än Stephen Hendry, John Higgins, Ronnie O'Sullivan eller Mark Williams innehade förstaplatsen.
Robertson vann hösten 2011 en deltävling i Players Tour Championship, vilket innebar att han vunnit minst en (större eller mindre) rankingturnering varje år mellan 2006 och 2011. Han har heller aldrig förlorat en TV-sänd final.
I januari 2012 vann Robertson den mycket prestigefyllda inbjudningstävlingen Masters. Han finalbesegrade Shaun Murphy med resultatet 10-6, och förlängde därmed sin svit av vunna finaler.

## Titlar

### Rankingtitlar
- VM - 2010
- Grand Prix - 2006, 2009
- Welsh Open - 2007
- Bahrain Championship - 2008
- World Open - 2010
- China Open - 2013, 2019
- Wuxi Classic - 2013, 2014
- UK Championship - 2013, 2015
- Riga Masters - 2016, 2018
- Scottish Open - 2017
- Welsh Open - 2019
- European Masters - 2020
- World Grand Prix - 2020
- English Open - 2020
- Tour Championship - 2021

### Mindre rankingtitlar
- Players Tour Championship 6 (Warsaw Classic) - 2011
- Alex Higgins International Trophy - 2011
- Gdynia Open - 2012, 2015

### Andra titlar
- Masters kvalturnering - 2003
- Masters - 2012
- General Cup - 2013
- Champion of Champions - 2015, 2019
- Hong Kong Masters - 2017